# فرنسيسكو هدسون
فرنسيسكو هدسون (بالإسبانية: Francisco Hudson)‏ هو مستكشف تشيلي، ولد في 1 يوليو 1826، وتوفي في 1859.